# Moosup
|  | Dieser Artikel wurde aufgrund von inhaltlichen Mängeln auf der Qualitätssicherungsseite des Projektes USA eingetragen. Hilf mit, die Qualität dieses Artikels auf ein akzeptables Niveau zu bringen, und beteilige dich an der Diskussion! Eine nähere Beschreibung der zu behebenden Mängel fehlt. |

Moosup ist ein zu Statistikzwecken definiertes Siedlungsgebiet (Census-designated place) innerhalb der Town of Plainfield im Windham County im US-Bundesstaat Connecticut. Laut Volkszählung im Jahre 2010 hatte Moosup eine Einwohnerzahl von 3231.